# Regular Show
Regular Show (tạm dịch: Chương trình thường nhật; được gọi là Regular Show in Space trong mùa cuối cùng của nó) là một loạt phim hoạt hình Mỹ được sáng lập bởi J. G. Quintel cho Cartoon Network chiếu vào ngày 6 tháng 9 năm 2010. Bộ phim xoay quanh cuộc sống của hai người bạn tầng lớp lao động, một con chim giẻ cùi màu xanh tên là Mordecai và một con gấu trúc Mỹ tên Rigby -cả hai làm việc như lao công tại một công viên địa phương. Nỗ lực trốn việc của họ thường dẫn đến những hiện tượng siêu nhiên. Trong những tai nạn bất ngờ, họ tương tác với các nhân vật của chương trình khác chính: Benson, Pops, Muscle Man, Hi-Five Ghost, Skips, Margaret và Eileen.
Nhiều nhân vật Regular Show được dựa trên những phát triển cho bộ phim sinh viên của Quintel tại Viện Nghệ thuật California: The Naïve Man from Lolliland và 2 in the AM PM. Quintel dốc Regular Show cho dự án Cartoonstitute của Cartoon Network, trong đó cho phép các nghệ sĩ trẻ để tạo bản thử không có ghi chú, mà có thể sẽ được chọn như chương trình. Dự án này được chọn và nó được công chiếu vào ngày 6 tháng 9 năm 2010.
Tính đến tháng 5 năm 2013, chương trình đã được theo dõi bởi khoảng 2 đến 2,5 triệu người xem mỗi tuần. Bộ phim đã nhận được đánh giá tích cực từ các nhà phê bình và đã phát triển sau đó cho tất cả các lứa tuổi. Regular Show đã được đề cử cho nhiều giải thưởng, trong đó có hai giải Annie và bốn giải Primetime Emmy Awards-một trong số đó là dành cho tập "Eggscellent" (mùa 3, tập 18). Một bộ phim dựa trên loạt phim, có tiêu đề Regular Show: The Movie được công chiếu trong năm 2015.
Sau tám mùa và 261 tập phim, loạt phim kết thúc vào ngày 16 tháng 1 năm 2017 với tập cuối dài 1 giờ "A Regular Epic Final Battle" được chia thành 2 phần.Trong đó,phần 1 có thời lượng 11 phút và phần 2 có thời lượng 22 phút. Tập phim được phát sóng vào ngày 16 tháng 1 năm 2017 và phần đầu tiên đã được 1,33 triệu khán giả theo dõi, trong khi phần thứ hai được 1,37 triệu khán giả theo dõi và trở thành tập phim được xem nhiều nhất trong mùa. .